# 壺萼刺茄
壺萼刺茄（学名：Solanum rostratum）又名黄花刺茄，为茄科茄屬下的一种一年生杂草。原产于新热带区和美国西南部。也是一种入侵物种。

## 扩展阅读
- 維基物種上的相關：壺萼刺茄